# Anton Andreas Guha
Anton Andreas Guha (* 1. April 1937 in Katarínska Huta (Katharinenhütte), Gemeinde Cinobaňa; † 7. oder 8. Februar 2010 in Frankfurt am Main) war ein deutscher Journalist und Autor.

## Leben
Kurz nach seiner Geburt siedelte seine Familie nach Frauenau im Bayerischen Wald um. Mit seinem Bruder Nikolaus absolvierte er das heutige Goethe-Gymnasium (damals Oberrealschule) und wohnte im evangelischen Regensburger Internat Alumneum. Er studierte in Erlangen Germanistik, Geschichte und Englisch, in Frankfurt am Main Soziologie und Psychologie.
1967 begann er, nach einer Begegnung mit Karl Gerold, als Redakteur bei der Frankfurter Rundschau. In der Nachrichtenredaktion war er zuständig für Südamerika und Sicherheitspolitik.
Seine Telefonate mit Thomas Schwätzer (Max Watts) wurden 1973 vom Geheimdienst der US-Armee im Projekt Penguin Monk abgehört. Im Dezember 1977 wurde ihm eine Stelle in der Planungsabteilung des Bonner Kanzleramtes angeboten, worauf er erfahren musste, dass er seit Jahren einer Überwachung durch den Verfassungsschutz ausgesetzt war.
1978 erhielt er den Wächterpreis der deutschen Tagespresse für seine Aufdeckung, dass Reisende, die linksextremistisch beeinflusste Literatur mit sich führten, von der Grenzpolizei erfasst würden. In dem Zusammenhang kam auch die Frage auf, wie häufig der Verfassungsschutz in öffentlichen Bibliotheken kontrolliert.
Er wurde ein Kritiker der Sicherheits- und Rüstungspolitik der NATO und Bundesregierung.
Als 1983 eine Reihe Atomkriegs-Dystopien erschien, trug er mit seinem Tagebuch aus dem 3. Weltkrieg dazu bei. 1985 erfuhr er bei der Planbehörde „Gosplan“ in Moskau, dass die Produktivität der sowjetischen Wirtschaft nur 40 Prozent der amerikanischen beträgt.

## Zitat
- „Nur grenzenlose Naivität kann annehmen, dass diese eurostrategischen Waffensysteme in die Entwicklung gegeben worden sein könnten, ohne konkrete und definitiv militärpolitische Vorstellungen über ihre Verwendung.“

## Veröffentlichungen (Auswahl)
Bücher als Einzel-Autor
- 1971: Sexualität und Pornographie. Die organisierte Entmündigung. 218 S., (45 Tsd. bis 1975) Fischer-TB, 1971, ISBN 3-436-01467-2.
- 1977: Die Neutronenbombe oder die Perversion menschlichen Denkens. 158 S., OA, Fischer-TB, 1977, ISBN 3-596-22042-4.
  - 1982: Aktualisiert und erweitert auf 217 Seiten, Fischer-TB 1982, ISBN 3-596-24242-8.
- 1980: Der Tod in der Grauzone. Ist Europa noch zu verteidigen? 239 S., Fischer-TB, 1980, ISBN 3-596-24217-7.
- 1981: Die Nachrüstung: Der Holocaust Europas. Thesen und Argumente. 137 S., hrsg. von Meike Sang, mit e. Beitr. von Gernot Erler, Dreisam 1981, ISBN 3-921472-43-1.
- 1983: Ende. Tagebuch aus dem 3. Weltkrieg. 181 S., Athenäum, 1983, ISBN 3-7610-8279-7. Fischer-TB mit akt. Vorwort und 167 S., 1985, ISBN 3-596-24343-2.[8]
- 1986: Die Versicherungsfalle. Das Geschäft mit Unfallopfern. 180 S., Athenäum 1986, ISBN 3-7610-8381-5.
- 1986: Schild oder Waffe? Die strategische Verteidigungsinitiative SDI und die Folgen für Europa. 205 S., OA, Vorwort von H.-P. Dürr, Heyne 1986, ISBN 3-453-43071-9.
- 1990: Die ungeliebte Lust. Streitschrift für eine Kultur der Sexualität. 312 S., Campus-Verlag, Ffm. 1990, ISBN 3-593-34393-2.
- 1993: Der Planet schlägt zurück. Ein Tagebuch aus der Zukunft. Steidl Verlag, Göttingen 1993, ISBN 3-88243-271-3.[9]

Bücher als Mit-Autor
- 1977: Cuba libre. 160 S., hrsg. von Bernd Kübler, Fotos von Klaus Rose, mit Frank Niess; Dorothea Roos, Kübler Lampertheim 1977, ISBN 3-921265-17-7.
- 1982: Das Geschäft mit dem Tod. Fakten und Hintergründe der Rüstungsindustrie. Mit Michael Brzoska und Christian Wellmann, 186 S., Eichborn, 1982, ISBN 3-8218-1008-4.
- 1982: Die intellektuelle und moralische Unzulänglichkeit der Abschreckungsstrategie. In: Heinz Kloppenburg (Hrsg.): Martin Niemöller. Festschrift zum 90. Geburtstag. Pahl-Rugenstein, Köln 1982, ISBN 3-7609-0673-7.
- 1988: Entfesselte Forschung. Die Folgen einer Wissenschaft ohne Ethik. Hrsg. mit Sven Papcke. Fischer-TB 1988, ISBN 3-596-23871-4.

Artikel und Aufsätze
- Nicaragua, die USA und der Somoza-Clan. 1980.[10]
- Verschlepptes Recht. 1980.
- Revolution und Reaktion in El Salvador. In: Vorgänge, Band 20.
- Im Teufelskreis einer Psychose. Mit Ronald Reagan wird alles noch schlimmer. In: Publik-Forum, 4/1981.
- Das Jüngste Gericht herbeibomben? Atomare Vernichtung und Ethik; Gedanken zu einer noch ausstehenden Diskussion. In: Publik-Forum 5/1981.
- Politik und Bergpredigt. Brief an einen Landesbischof. In: Junge Kirche, 1981.
- Zeitfragen 1982/83. 1982.
- Phantasie für den Frieden. In: Vorgänge, 1/1983.
- Raketen in der Bundesrepublik. 1983.
- Amerika, der riskante Partner. 1984.
- Hat die Presse Kritikfähigkeit und Kompetenz verloren? Eine Anfrage. In: Vorgänge, 68/1984.
- Frieden durch Abschreckung und Nachrüstung? Kritik der Friedensbewegung an der Abschreckungs-Strategie und Raketen-Nachrüstung der NATO. In: Streitfall Frieden, 1984.
- Der Feind den wir brauchen oder Muß Krieg sein? 1985.
- Politikum Kirche. 1987.
- Männergewalt. 1987.
- Menschenrechte als politisches Kalkül im Ost-West-Konflikt. In: Vorgänge, 4, 1988.
- Vierzig Jahre Herrschaft der Exekutive. 1989.
- Theorie am Scheideweg? 1990.
- Die Golf-Krise oder die Unzulänglichkeit des politischen Denkens; In: Vorgänge, 6, 1990.
- Der Osten vor dem Chaos? 1991.
- Xenophobie oder warum gibt es Fremdenfeindlichkeit? 1991.
- Golfkrieg, Friedensbewegung und "Antiamerikanismus". 1991.
- Die Sowjetunion: Eine Weltmacht vor dem Chaos. 1991.
- Prima Klima? 1992.
- Gebrochene und konstruierte Wirklichkeiten. 1994.
- City oder Kiez? 1999.
- 2000: eine Zäsur findet nicht statt. 1999.
- Zum Selbstbestimmungsrecht der Völker. Ein Zwischenruf. 1999.
- "Neue" Sicherheitspolitik und die Zukunft der Bundeswehr. Ein Streifzug durch vier bewegte Jahre der Stagnation. In: Vorgänge, 1, 2002.